# Kitten Natividad
Pour les articles homonymes, voir Natividad (homonymie).
Kitten Natividad, nom de scène de Francesca Isabel Natividad, est une actrice mexicaine née le 13 février 1948 à Ciudad Juárez dans l'État de Chihuahua (Mexique) et morte le 24 septembre 2022 au Centre médical Cedars-Sinaï de Los Angeles.

## Biographie

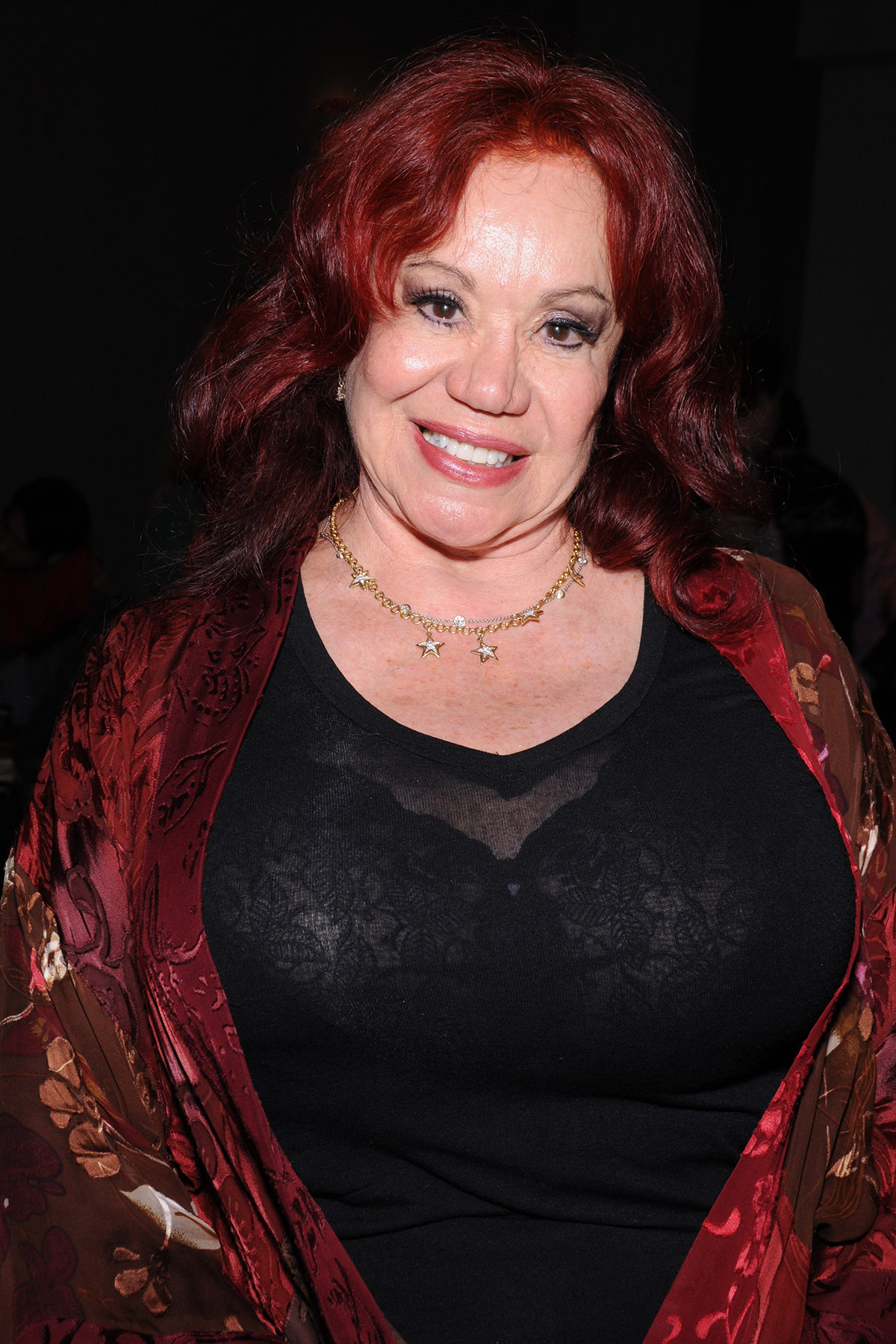
Kitten Natividad en 2014.

Débutant au cinéma dans les années 1970, Kitten Natividad est repérée par Russ Meyer, qui lui confie un rôle dans la comédie érotique MegaVixens (1976). Elle réapparaît toujours sous la direction du cinéaste dans le film UltraVixens, en 1979. 
À partir des années 1980, elle joue dans plusieurs films pornographiques, ce qui ne l'empêche pas de figurer au générique de films plus traditionnels. Elle fait ainsi des apparitions dans Y a-t-il un pilote dans l'avion ? (1980) et sa suite Y a-t-il enfin un pilote dans l'avion ? (1982), en plus d'apparaître dans plusieurs séries B. Elle figure ainsi dans The Tomb (1986), réalisé par Fred Olen Ray. En 1990, elle tourne sous la direction de David DeCoteau dans la comédie The Girl I Want, aux côtés de Linnea Quigley.
En 2001, elle fait un retour remarqué en tenant le rôle principal de la comédie The Double-D Avenger.

## Filmographie

### Cinéma traditionnel
- 1972 : Les flics ne dorment pas la nuit (The New Centurions) de Richard Fleischer : une Go-Go Dancer dans le bar
- 1976 : Deep Jaws
- 1976 : MegaVixens (Up!) : The Greek Chorus
- 1979 : UltraVixens (Beneath the Valley of the Ultra-Vixens) : Lavonia / Lola Langusta
- 1979 : Du rouge pour un truand (The Lady in Red) : une prostituée
- 1980 : The Gong Show Movie : Performer
- 1980 : Y a-t-il un pilote dans l'avion ? (Airplane!) : Bouncing topless woman on plane
- 1982 : Y a-t-il enfin un pilote dans l'avion ? (Airplane II: The Sequel) : Woman in 'Moral Majority' Shirt
- 1983 : My Tutor (en) : Ana Maria
- 1984 : Wrestling Classics 2
- 1984 : Attention délires ! (The Wild Life) : Stripper #2
- 1984 : Patrouille de nuit (Night Patrol) : Big Bust
- 1985 : Takin' It Off (vidéo) : Betty Bigones
- 1985 : Doin' Time : Tassie
- 1986 : The Tomb : Stripper
- 1987 : Takin' It All Off : Betty Bigones
- 1987 : Les Aventures de Beans Baxter (The New Adventures of Beans Baxter) (série TV)
- 1987 : A Nightmare on Beans' Street : Pumpkin Princess
- 1990 : 48 Heures de plus (Another 48 Hrs.) : Girl in Movie
- 1990 : The Girl I Want : Miss Langusta
- 1992 : Eddie Presley (en)
- 1992 : Inside Out II (vidéo) : Busty Gusty (segment Busty Gusty and Her Twin 50's)
- 1993 : Buford's Beach Bunnies : Madam n° 1
- 1994 : The Slice
- 1995 : La Cage aux zombies (vidéo) : une skateboarder
- 1995 : Red Lips : Amy
- 1996 : United Trash : Martha Brenner
- 1997 : Zombie Ninja Gangbangers (vidéo) : la propriétaire du bar
- 1998 : The Treat : Dancer at party
- 2001 : The Double-D Avenger (vidéo) : Chastity Knott (The Double-D Avenger)
- 2002 : Night at the Golden Eagle : Ruby
- 2009 : Nightbeats : Lola
- 2009 : Sugar Boxx : matronne May
- 2015 : Shhhh : Pearl
- 2017 : Fags in the Fast Lane : Kitten

### Cinéma pornographique
- 1979 : Sheer Panties : Guide
- 1980 : John Holmes and the All Star Sex Queens
- 1982 : Sizzle : Hostess
- 1982 : Electric Blue 5 (vidéo) : Kitten
- 1982 : Titillation
- 1982 : Bad Girls IV : Woman in Pizza van
- 1983 : Eat at the Blue Fox : Fluff
- 1983 : Girlfriends
- 1983 : Big Busty 3 (vidéo)
- 1983 : Let's Talk Sex
- 1983 : Eroticise
- 1984 : Electric Blue 11 (vidéo)
- 1984 : Stiff Competition : Kitten, Swedish Erotica Reporter
- 1984 : Bodacious Ta Ta's
- 1984 : Taking Off
- 1985 : Ten Little Maidens : Mail Lady
- 1986 : Famous Ta-Tas
- 1986 : Sex Game
- 1986 : Best of Big Busty
- 1987 : Thanks for the Mammaries
- 1990 : Ten Years of Big Busts 2 (vidéo)
- 1991 : 40 the Hard Way (vidéo)
- 1991 : Titillation 3 (vidéo)
- 1991 : Big Boob Lottery (vidéo)
- 1991 : Cum to Dinner (vidéo)
- 1992 : Fresh Tits of Bel Air (vidéo)
- 1992 : Kitten Cums Back (vidéo)
- 1996 : Wild Wild Chest 3 (vidéo)
- 1997 : Cafe Flesh 2 (vidéo) : Go-Go
- 1997 : The Best of Girls Around the World Hardcore Volume 2 (vidéo)
- 2005 : Faster Pussycat Fuck! Fuck! (vidéo) : Sally Sue